# زانو

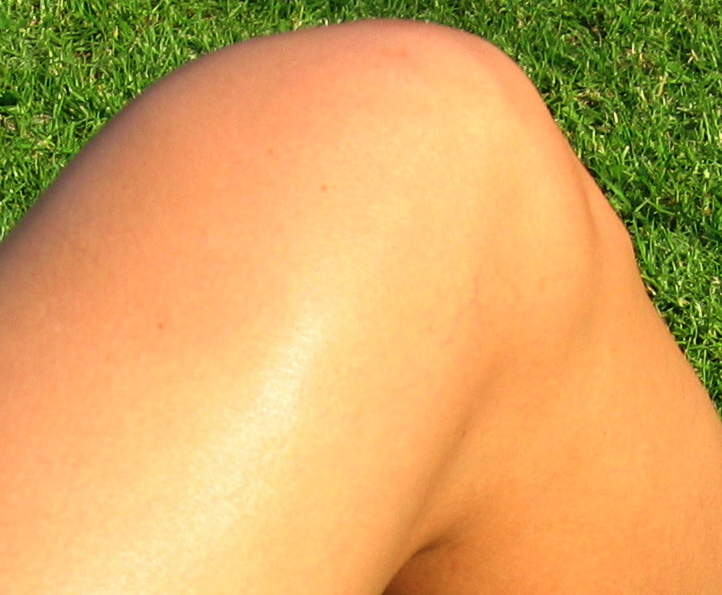
زانوی انسان

زانو بزرگ‌ترین مفصل بدن انسان است و ران را به ساق پا پیوند می‌دهد.
طرح ساختمانی زانو تا حدی ناپایدار است. با این وجود زانو باید کل وزن بدن را هنگام ایستادن تحمل کند، و هنگام راه‌رفتن یا دویدن حتی وزن بیشتری به آن تحمیل می‌شود؛ بنابراین مشکلات زانو از جمله بیماری‌های بسیار شایع در همه سنین است.
حرکت زانو و راه رفتن به یک سازوکار حرکتی وابسته است، که «سازوکار راست‌کننده زانو» نامیده می‌شود. این سازوکار که در جلوی زانو قرار دارد، شامل استخوان کشکک، زردپی کشکک، زردپی چهار‌سر و ماهیچه‌های چهارسر ران است. چهار ماهیچه چهارسر که در جلوی ران قرار دارند، ماهیچه‌هایی هستند که به زردپی (تاندون) چهارسر متصل می‌شوند. هنگامی که این ماهیچه‌ها منقبض می‌شوند، زانو را راست می‌کنند، مثلاً هنگامی که از وضعیت نشسته بلند می‌شویم.

## کالبدشناسی
زانو مفصلی است که سه استخوان ران، درشت‌نی و کشکک در ساختمان آن شرکت دارند. مفصل زانو به وسیله یک کپسول مفصلی، غشاء زلاله‌‌ای (حاوی مایع زُلاله‌ای) و رباط‌ها احاطه می‌شود. مایع زلاله‌ای باعث کاهش اصطکاک حرکت می‌گردد؛ و همچنین در تغذیه غضروف‌های مفصل نقش دارد.
در مفصل زانو، انتهای استخوان ران با سر استخوان درشت‌نی (استخوان بزرگ‌تر ساق پا) کنار هم قرار می‌گیرند. دو برجستگی استخوانی در دو طرف انتهای استخوان ران وجود دارند که به آن‌ها لقمه (کُندیل) می‌گویند. این لقمه‌ها روی سطح فوقانی استخوان درشت‌نی قرار می‌گیرند. این سطح را «کفهٔ درشت‌نی» می‌گویند. این کفه به دو قسمت بیرونی و درونی تقسیم می‌شود. درشت‌نی در شیار خاصی میان دو لقمه استخوان ران، می‌لغزد.
استخوان کوچک‌تر ساق پا (نازک‌نی)، وارد مفصل زانو نمی‌شود. این استخوان، مفصل کوچکی را تشکیل می‌دهد که آن را به یک طرف درشت نی وصل می‌کند. این مفصل چندان حرکتی ندارد.
غضروف مفصلی، ماده‌ای است که انتهای استخوان‌ها در هر مفصل را می‌پوشانند. این ماده در اغلب مفاصل بزرگ‌تر حدود ۲/۵سانتی‌متر ضخامت دارد. این ماده، سفید و درخشان است و قوامی لاستیکی دارد. غضروف مفصلی یک ماده لغزنده است که اجازه می‌دهد سطوح استخوانی بدون آسیب دیدن، روی هم بلغزند.
کارکرد غضروف مفصلی این است که ضربات وارده را جذب و یک سطح کاملاً صاف ایجاد کند تا حرکت استخوان‌ها آسان شود. تقریباً در هر نقطه‌ای از بدن که دو سطح استخوانی در مقابل هم حرکت می‌کنند، این غضروف مفصلی وجود دارد. در زانو غضروف مفصلی، انتهای استخوان ران، سر استخوان درشت نی و پشت استخوان کشکک را می‌پوشاند.

### رباط‌های زانو
رباط‌ها (لیگمان‌ها) نوارهای محکم بافتی هستند که انتهاهای استخوان‌ها را به یکدیگر متصل می‌کنند. دو رباط مهم (جانبی یا کولترال) در هر طرف زانو قرار دارد:
- رباط جانبی داخلی (MCL)
- رباط جانبی خارجی (LCL).

داخل مفصل زانو، دو رباط مهم دیگر قرار دارد که بین استخوان ران و درشت نی قرار دارند:
- رباط متقاطع جلویی که رباط صلیبی قدامی (ACL)نیز نامیده می‌شود.
- رباط متقاطع پشتی که همان رباط صلیبی خلفی (PCL)است.

رباط‌های کولترال داخلی و خارجی، مانع از حرکت بیش از حد زانو به طرفین می‌شوند. رباط‌های صلیبی قدامی و خلفی، حرکت جلو به عقب زانو را مهار می‌کنند.
رباط صلیبی قدامی مانع از لغزیدن بیش از حد درشت نی، روی استخوان ران به سمت جلو می‌شود. رباط صلیبی خلفی مانع از حرکت بیش از حد درشت نی، روی استخوان ران به سمت عقب می‌شود. این دو رباط همراه با هم مهم‌ترین رباط‌هایی هستند که پایداری زانو را حفظ می‌کنند.

### منیسک‌ها
نوع بافت اختصاصی به نام «منیسک» میان ران و درشت نی قرار دارند. این ساختارها را گاهی «غضروف زانو» هم می‌گویند، ولی در واقع منیسک‌ها با غضروف مفصلی که سطح مفصل را می‌پوشاند، متفاوت هستند. منیسک‌های زانو به دو دلیل اهمیت دارند.
1. مانند یک ضربه گیر عمل می‌کنند و نیروی وارده از طرف وزن بدن را در سطح بزرگ‌تری پخش می‌کنند.
2. به رباط‌های اطراف زانو کمک می‌کنند تا زانو را پایدار نگه دارند.

یک توپ را تصور کنید که روی یک سطح صاف قرار گرفته‌است. این توپ انتهای استخوان ران است و آن سطح صاف سر استخوان درشت نی. منیسک‌ها در واقع به دور انتهای گرد استخوان ران می‌پیچند و فضای میان آن و کف استخوان درشت نی را پُر می‌کنند.
منیسک‌ها با این ساختار، به توزیع وزن استخوان ران روی استخوان درشت نی هم کمک می‌کنند.
اگر منیسک‌ها وجود نداشتند، هر وزنی که روی استخوان ران وارد می‌شد، روی یک نقطه از استخوان درشت نی منتقل می‌شد.
اما با وجود این منیسک‌ها، وزن روی تمام سطح کفه بالایی استخوان درشت نی توزیع می‌شود.
این توزیع وزن به وسیله منیسک‌ها اهمیت زیادی دارد، زیرا از وارد آمدن فشار بیش از حد بر غضروف مفصلی در انتهاهای استخوان‌ها جلوگیری می‌کند. فشار بیش از حد بر غضروف مفصلی می‌تواند به سطح آن آسیب برساند و باعث تحلیل آن در طی زمان شود.
منیسک‌ها علاوه بر محافظت از غضروف مفصلی، به رباط‌ها کمک کنند تا زانو را پایدار نگه دارند. منیسک‌ها مانند یک دیلم که زیر یک چرخ ماشین پارک شده قرار می‌گیرد، مفصل زانو را پایدارتر می‌کنند.
منیسک‌ها در لبه بیرونی شان ضخیم‌تر هستند و این ضخامت کمک می‌کند تا مانع از تکان خوردن انتهای استخوان ران روی کفه استخوان درشت نی شود.
در مجموع همه رباط‌های زانو از جمله مهم‌ترین ساختارهایی هستند که به پایداری زانو کمک می‌کنند. رباط‌ها استخوان‌ها را به استخوان‌ها متصل می‌کنند. بدون رباط‌های محکم و قوی، برای اتصال ران به درشت‌نی، مفصل زانو بیش از حد، شل و در نتیجه بی‌ثبات می‌شد.

### زردپی‌ها و ماهیچه‌های زانو
زردپی‌ها (تاندون‌ها) مانند رباط‌ها هستند، با این تفاوت که عضلات را به استخوان‌ها متصل می‌کنند. بزرگ‌ترین زردپی بدن، «زردپی کشککی» است که در اطراف زانو قرار دارد.
حرکت زانو و راه رفتن ما به یک ساختار حرکتی وابسته است، که «ساختار راست کننده زانو» نامیده می‌شود. این ساختار که در جلوی زانو قرار دارد، شامل استخوان کشکک، زردپی کشککی، زردپی چهارسر و عضلات چهارسر] است. عضلات چهارسر که در جلوی ران قرار دارند، عضلاتی هستند که به تاندون چهارسر متصل می‌شوند. هنگامی که این عضلات منقبض می‌شوند، زانو را راست می‌کنند، مثل زمانی که ما از وضعیت نشسته بلند می‌شویم.
کشکک مانند یک تکیه‌گاه عمل می‌کند و نیروی ایجاد شده به وسیله ماهیچه‌های چهارسر را هنگام راست شدن زانو تشدید می‌کند. هنگامی که ماهیچه‌های چهارسر منقبض می‌شوند، زانو راست می‌شود.
عضلات هامسترینگ در پشت ساق پا و ران قرار می‌گیرند. هنگامی که این عضلات منقبض می‌شوند، زانو خم می‌شود.

### عصب‌ها
مهم‌ترین عصب دور زانو، عصب پشت‌زانویی (پوپلیتئال) است که در پشت زانو قرار دارد. این عصب بزرگ در پشت بخش پایینی ساق پا و پنجه پا قرار دارد، و حس و کنترل ماهیچه‌ها را ممکن می‌کند. این عصب درست در بالای زانو به دو شاخه تقسیم می‌شود تا عصب‌های درشت‌نئی و نازک‌نئی (پرونئال) را تشکیل دهد. عصب درشت‌نئی به مسیر خود در پشت ساق پا ادامه می‌دهد، عصب نازک‌نئی به مسیر خود در بخش بیرونی زانو و به سمت پایین در جلوی ساق پا ادامه می‌دهد. هر دوی این عصب‌ها ممکن است در آسیب‌های زانو صدمه ببینند.

### رگ‌های خونی
رگ‌های خونی عمده اطراف زانو به همراه عصب پشت‌زانویی (پوپلیتئال)، به سمت پایین در عقب ساق پا حرکت می‌کنند. سرخرگ پشت‌زانویی و سیاهرگ پشت‌زانویی بزرگ‌ترین خون‌رسان‌ها به ساق و پا هستند. اگر سرخرگ پشت‌زانویی بدون امکان ترمیم کردن، آسیب ببیند، ممکن است ساق پا دیگر نتواند به حیات خود ادامه دهد. سرخرگ پشت‌زانویی خون را به ساق پا و پا می‌رساند و سیاهرگ پشت‌زانویی خون را از این بخش‌ها به قلب بازمی‌گرداند.

## آسیب‌ها
ضایعات زانو را می‌توان به چهار گروه اصلی تقسیم‌بندی کرد که شامل ضایعات استخوانی، ضایعات رباطی، ضایعات تاندونی و ضایعات منیسک می‌شود.
در مورد ضایعات رباط متقاطع پشتی، پارگی در رباط کمتر اتفاق می‌افتد و بیشتر در تصادف موتور سیکلت یا تصادف خودرو حاصل «صدمه داشبوردی» است و در این ضایعه علائم حاد شامل درد، هماتوم و محدودیت حرکات است و در موارد مزمن درد حین فعالیت ناپایداری و خالی کردن زانو است و در معاینه Post drawer مثبت می‌شود و در زانو گود افتادگی دیده می‌شود که گاهی باعث می‌شود اشتباهاً Ant drawer test دیده شود. در ام‌آرآی بیش از ۹۵ درصد موارد گزارش دقیق است و پارگی مشخص خواهد بود.
در خیلی از موارد صدمه به رباط صلیبی پسین همراه با کندگی تکه‌ای از استخوان درشت‌نی در سطح خلفی است. در این موارد درمان شامل جااندازی و ثابت کردن استخوان با پیچ است و در مواردی که کندگی استخوان نباشد درمان بستگی به میزان جابجایی درشت‌نی نسبت به استخوان ران در معاینه دارد که موارد بیش از یک سانتی‌متر جابجایی، درمان جراحی توصیه می‌شود.
ضایعات منیسک‌ها: این ضایعه شامل منیسک داخلی و خارجی است و ممکن است علائم حادی نداشته باشد و فقط با درد حین فعالیت و خالی کردن زانو یا قفل کردن خود را نشان دهد. در معاینه بالینی از تست مکموری استفاده می‌شود و ام‌آرآی در تشخیص حدود ۸۳ درصد حساسیت دارد و سی‌تی‌اسکن وضوح بالا حدود ۹۶ درصد حساسیت را نشان می‌دهد. انواع پارگی منیسک که به پنج مورد تقسیم می‌شود پارگی‌های کمتر از پنج تا ۱۰ میلیمتر که بدون پارگی رباط صلیبی پیشین باشند و جابجایی کمتر از سه میلیمتر داشته باشند به درمان غیر جراحی جواب می‌دهند.
ضایعات لیگامان داخلی در اثر نیروی برون‌خمیدگی (والگوس) ایجاد می‌شود و در نیروی درون‌خمیدگی (واروس) پارگی لیگامان جانبی خارجی می‌دهد که درد در زانو، ناپایداری ایجاد می‌کند و در معاینه از تست برون‌خمیدگی نیز استفاده می‌شود که در گرید کمتر از پنج میلیمتر سطح مفصلی باز می‌شود و در گرید ۲، پنج تا ۱۰ میلیمتر و در گرید سه، بیش از ۱۰ میلیمتر باز می‌شود.